# جامعة لوزان
جامعة لوزان (بالفرنسية: Université de Lausanne)‏ ـ ويختصر اسمها إلى UNIL ـ هي جامعة مقرها مدينة لوزان السويسرية. تأسست سنة 1537 كمدرسة للاهوت، وتحولت إلى جامعة سنة 1890. يدرس ويعمل بالجامعة اليوم حوالي 12 ألف طالب (منهم 1500 طالب أجنبي) و2200 باحث. وترتبط الجامعة باتفاقيات تبادل طلاب مع العديد من جامعات العالم المعروفة.

## تاريخ الجامعة

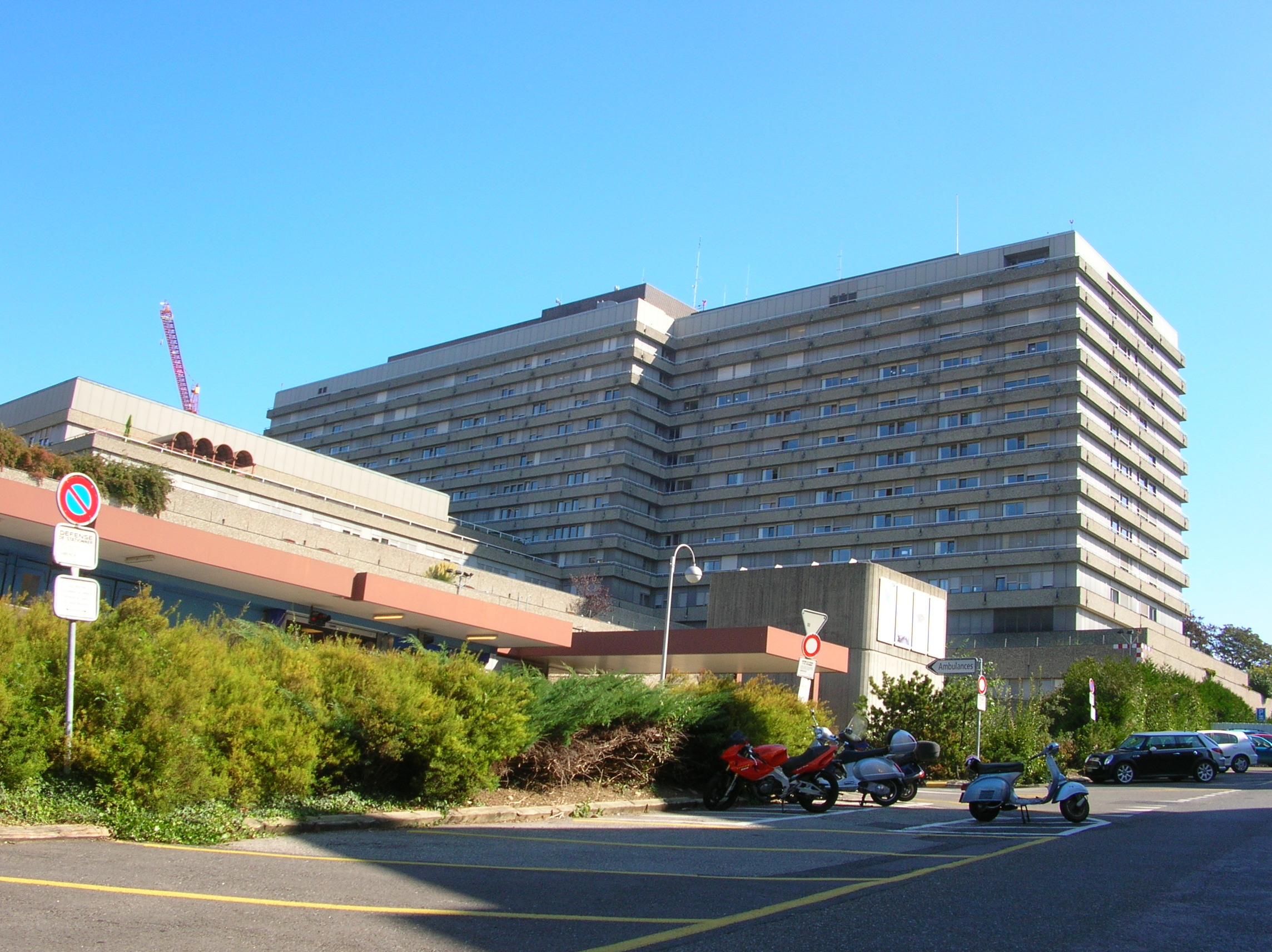
مستشفى لوزان الجامعي

أنشئت «الأكاديمية»، وهي المؤسسة الأم التي ولدت منها جامعة لوزان، سنة 1537، وكان الهدف من إنشائها تخريج قساوسة للكنيسة. وقد تفردت أكاديمية لوزان آنذاك بكونها المدرسة الوحيدة للاهوت البروتستانتي التي تعتمد اللغة الفرنسية. ومع مرور القرون تزايد عدد الكليات وتشعبت مجالاتها حتى جاء عام 1890، الذي حصلت فيه الأكاديمية على صفة «جامعة».
في عام 1909 أسس رودلف أرشيبالد رايس أول مدرسة لعلوم الطب الشرعي في العالم، وسميت «معهد الشرطة العلمية». ومنذ سبعينيات القرن العشرين بدأت الجامعة تنتقل تدريجيًا من المركز القديم لمدينة لوزان إلى موقعها الحالي في دوريني على بحيرة جنيف. وقد شهدت أواخر القرن العشرين مشروعًا طموحًا هدف إلى تعميق التعاون بين جامعات لوزان وجنيف ونيوشاتيل الناطقة بالفرنسية.
وقد شهد عام 2003 تدشين كليتين جديدتين بالجامعة، هما كلية علم الأحياء والطب، وكلية علوم الأرض والبيئة.

## الحرم الجامعي
تشغل جامعة لوزان حرمًا فسيحًا يطل على بحيرة جنيف، مثلها في ذلك مثل مدرسة البوليتكنيك الفيدرالية في لوزان.

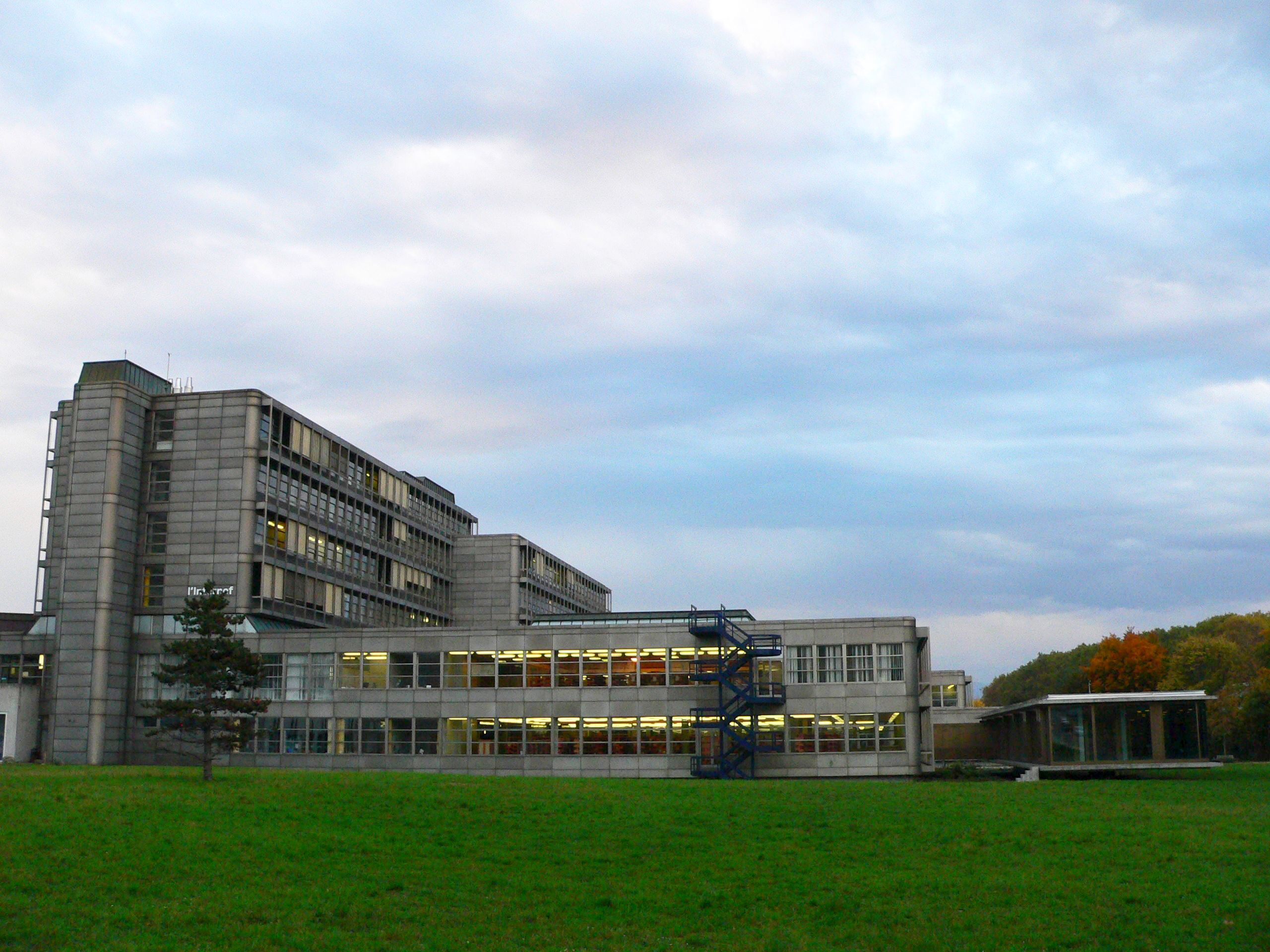
المبنى الرئيسي لكلية الحقوق والعدالة الجنائية وكلية الأعمال والاقتصاد.
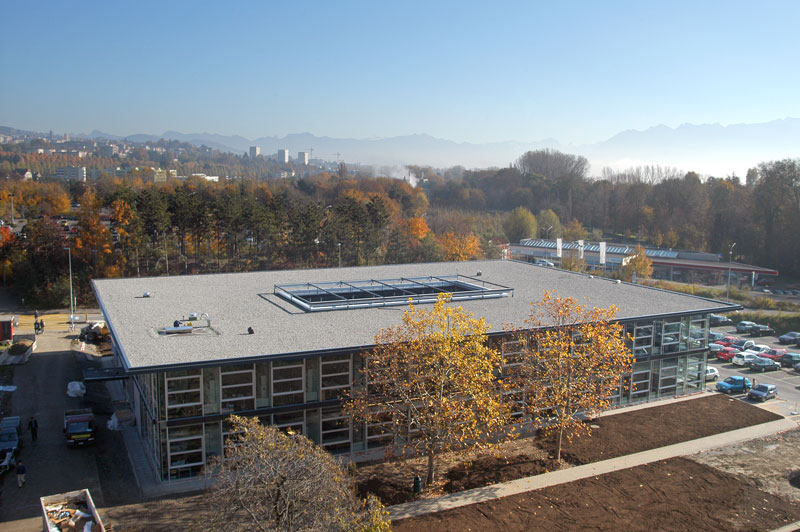
مبنى إكسترانف.
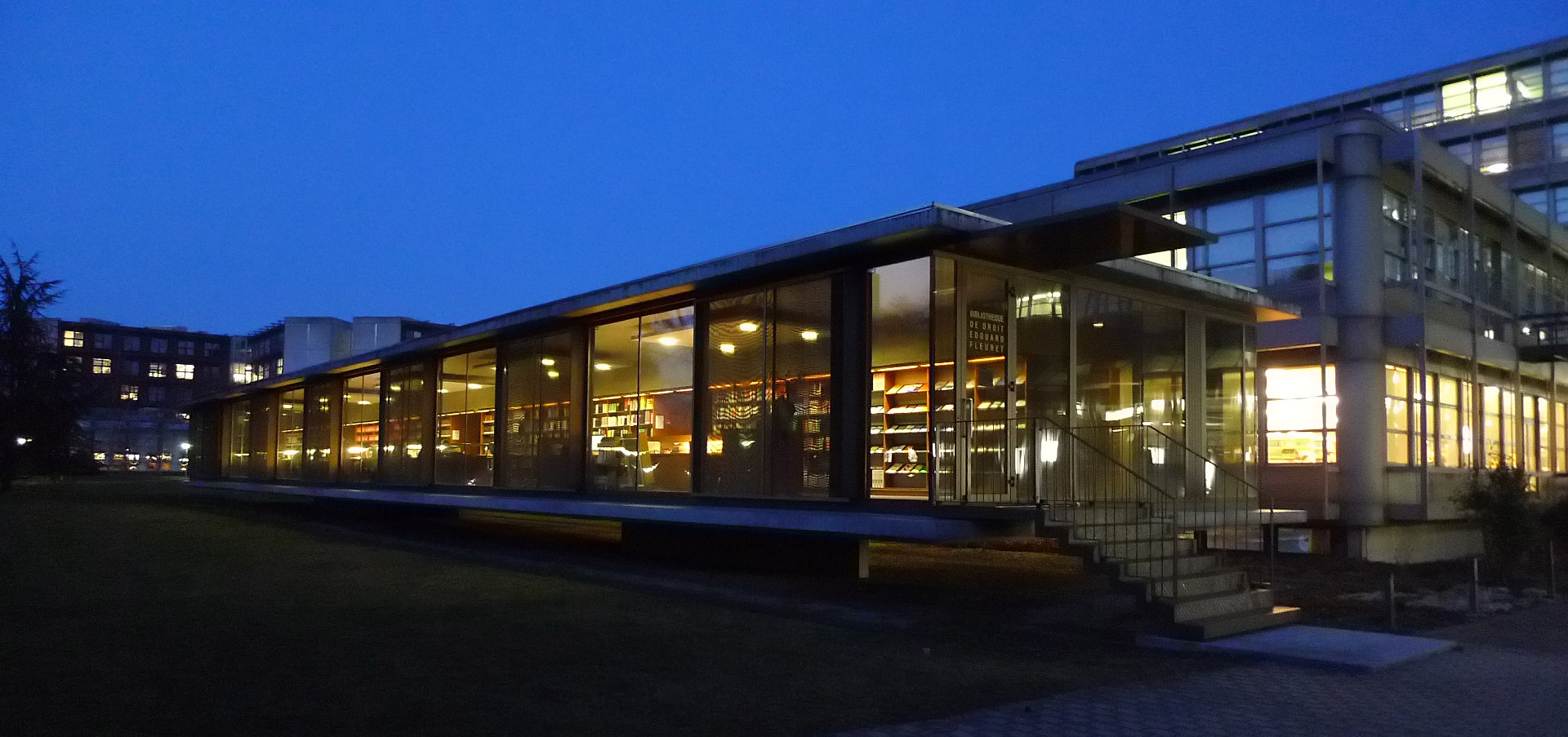
جناح مكتبة إدوارد فلوريت.
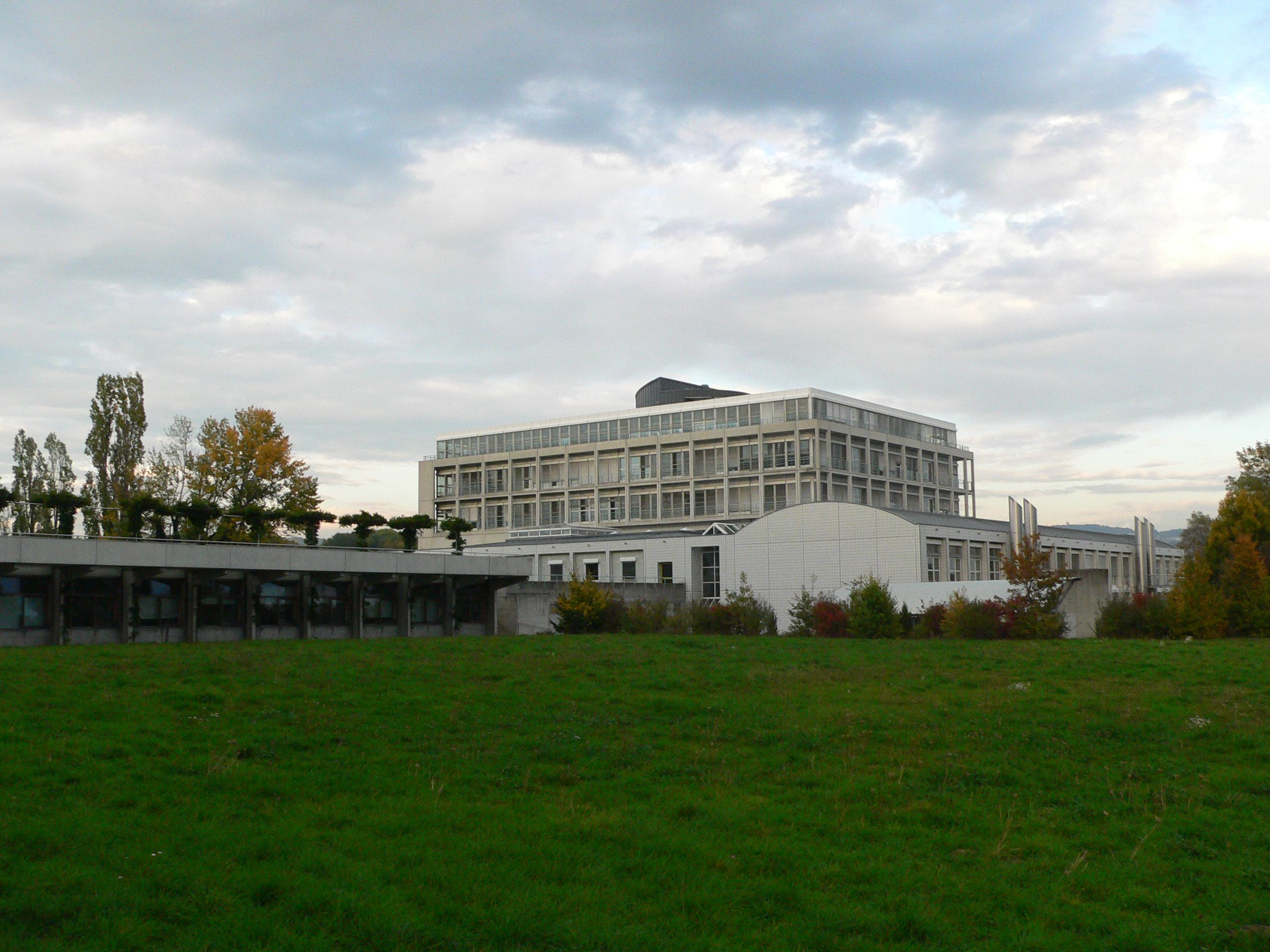
يستضيف مبنى جينوبود بجامعة لوزان مركز علم الجينوم التكاملي التابع لجامعة لوزان والإدارة المركزية للمعهد السويسري للمعلوماتية الحيوية.
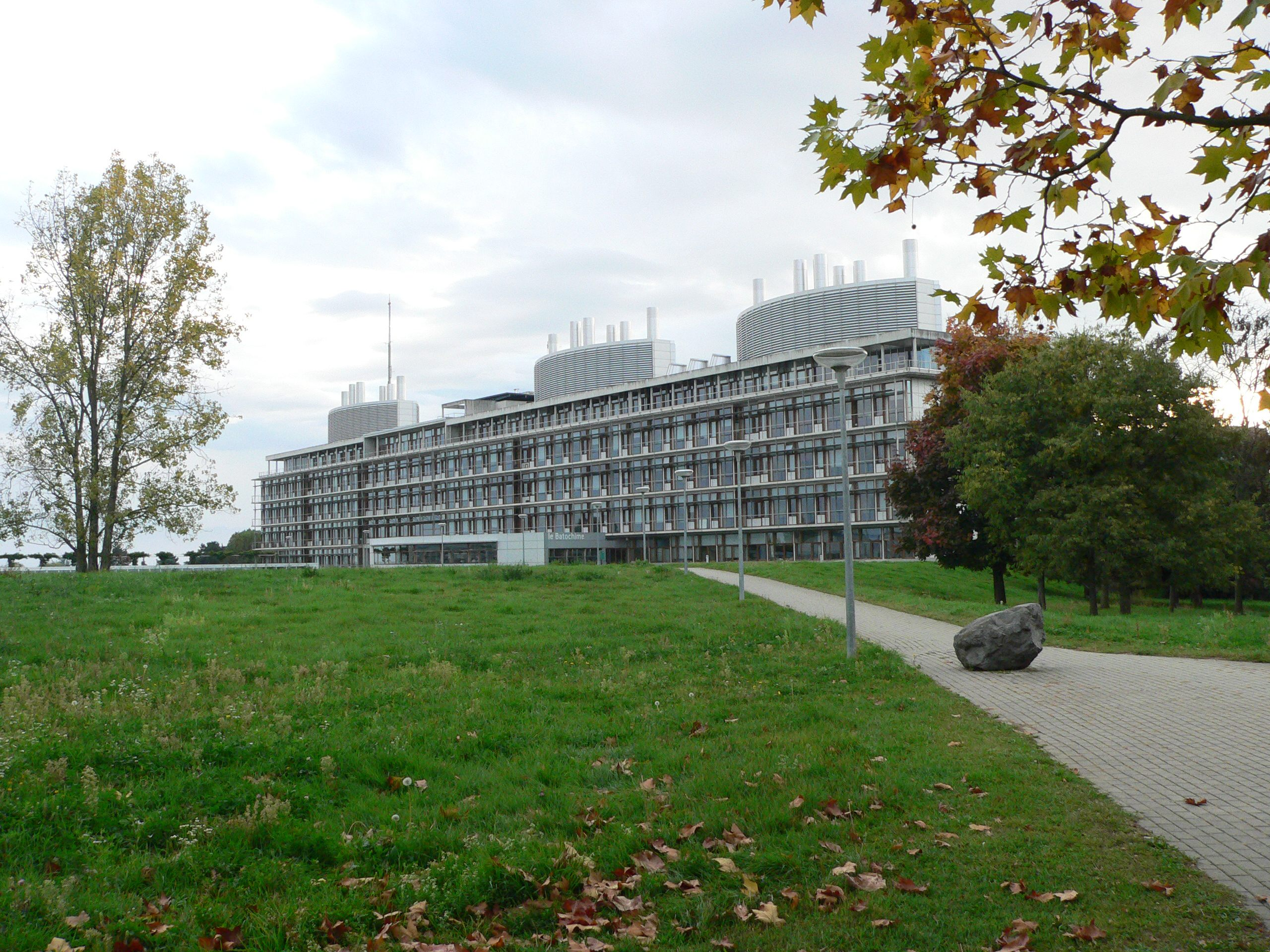
تعد كلية العدالة الجنائية أقدم مدرسة في العالم لعلوم الطب الشرعي وهي واحدة من المؤسسات الأوروبية الوحيدة التي تقدم تعليمًا كاملاً في علوم الطب الشرعي.
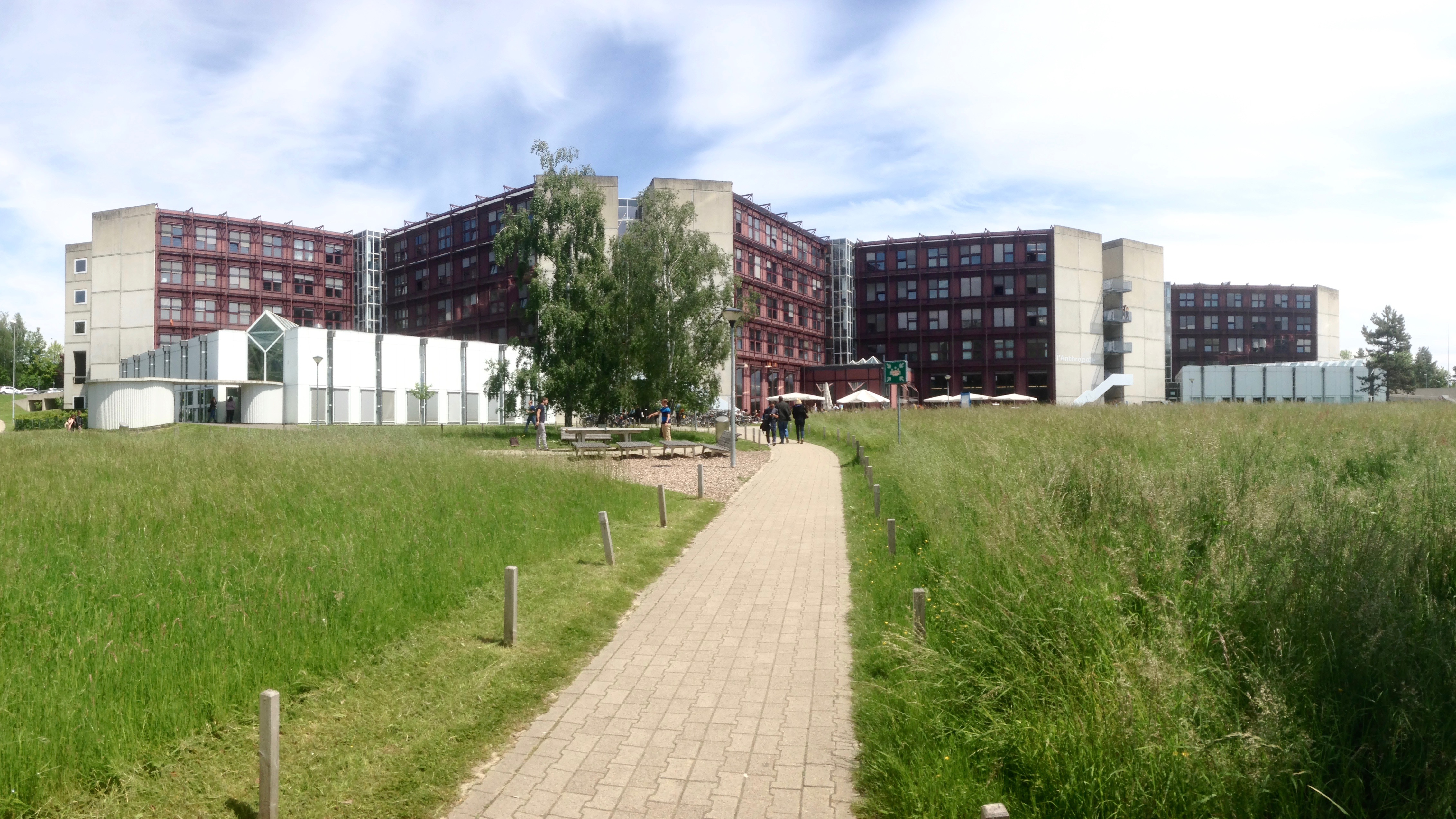
مبنى الأنثروبول.
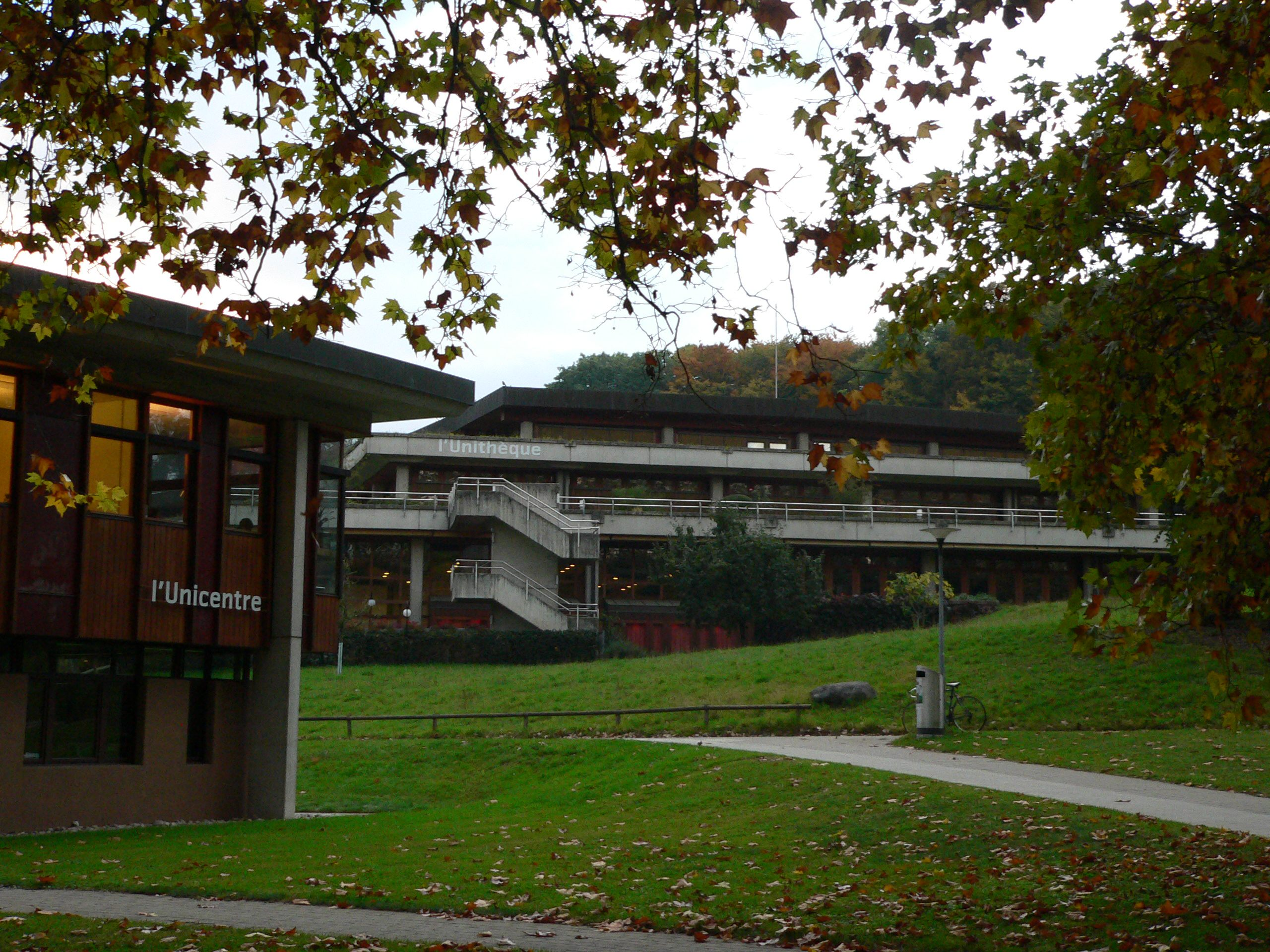
يضم المبنى أحد موقعي مكتبة الكانتون والجامعة في لوزان في الحرم الجامعي الرئيسي
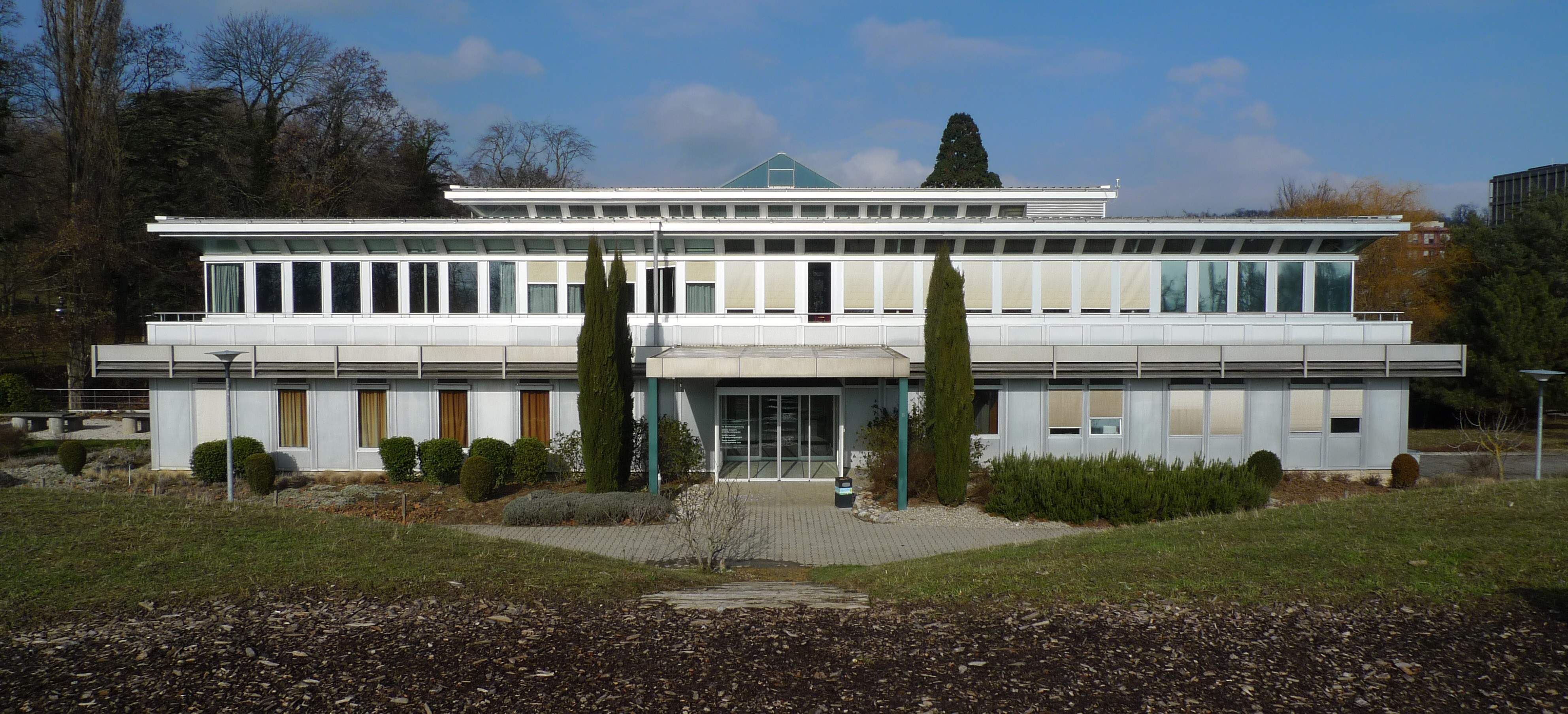
المعهد السويسري للقانون المقارن، في حرم جامعة لوزان.
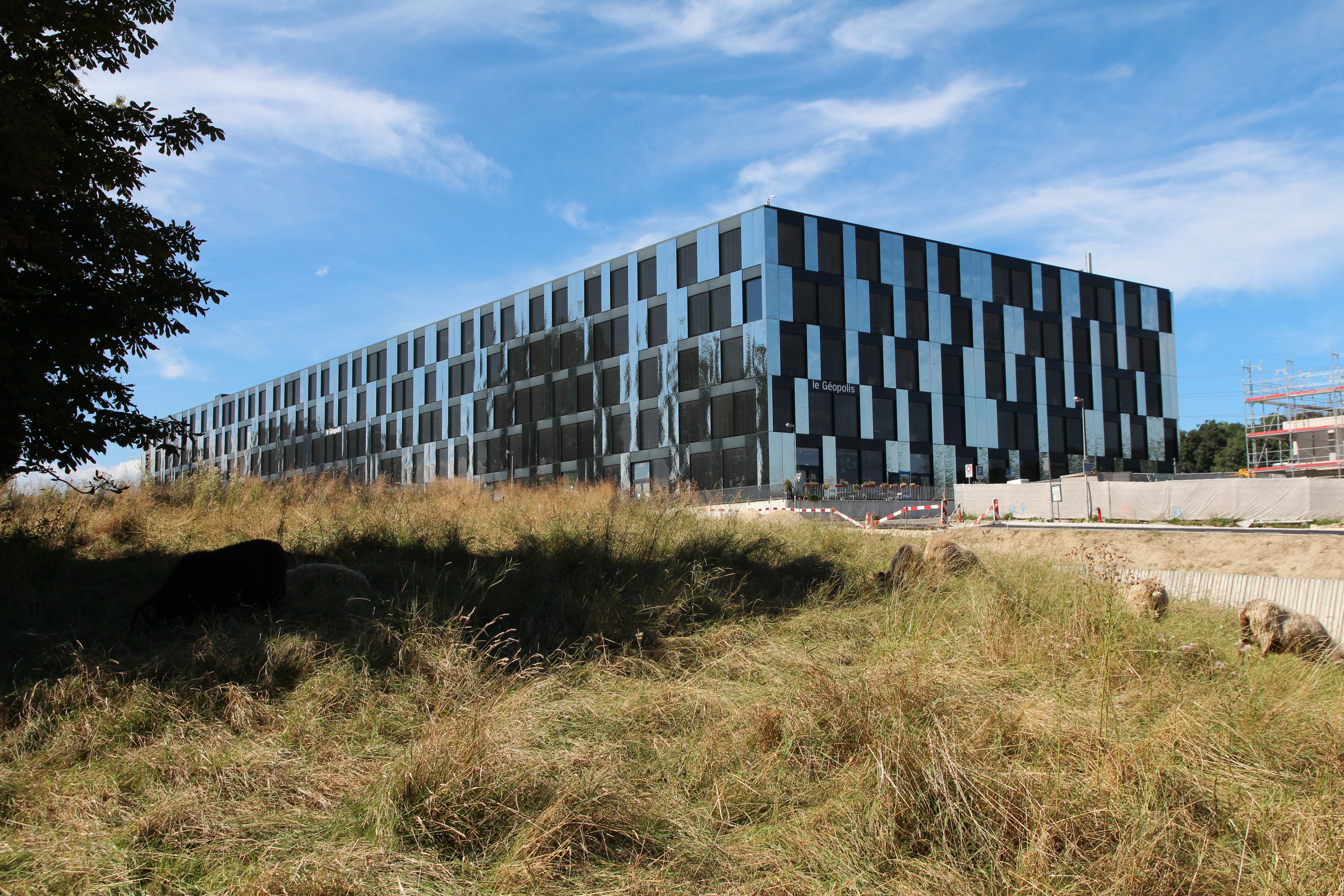
مبنى جيوبوليس: كلية علوم الأرض والبيئة وكلية العلوم الاجتماعية والسياسية
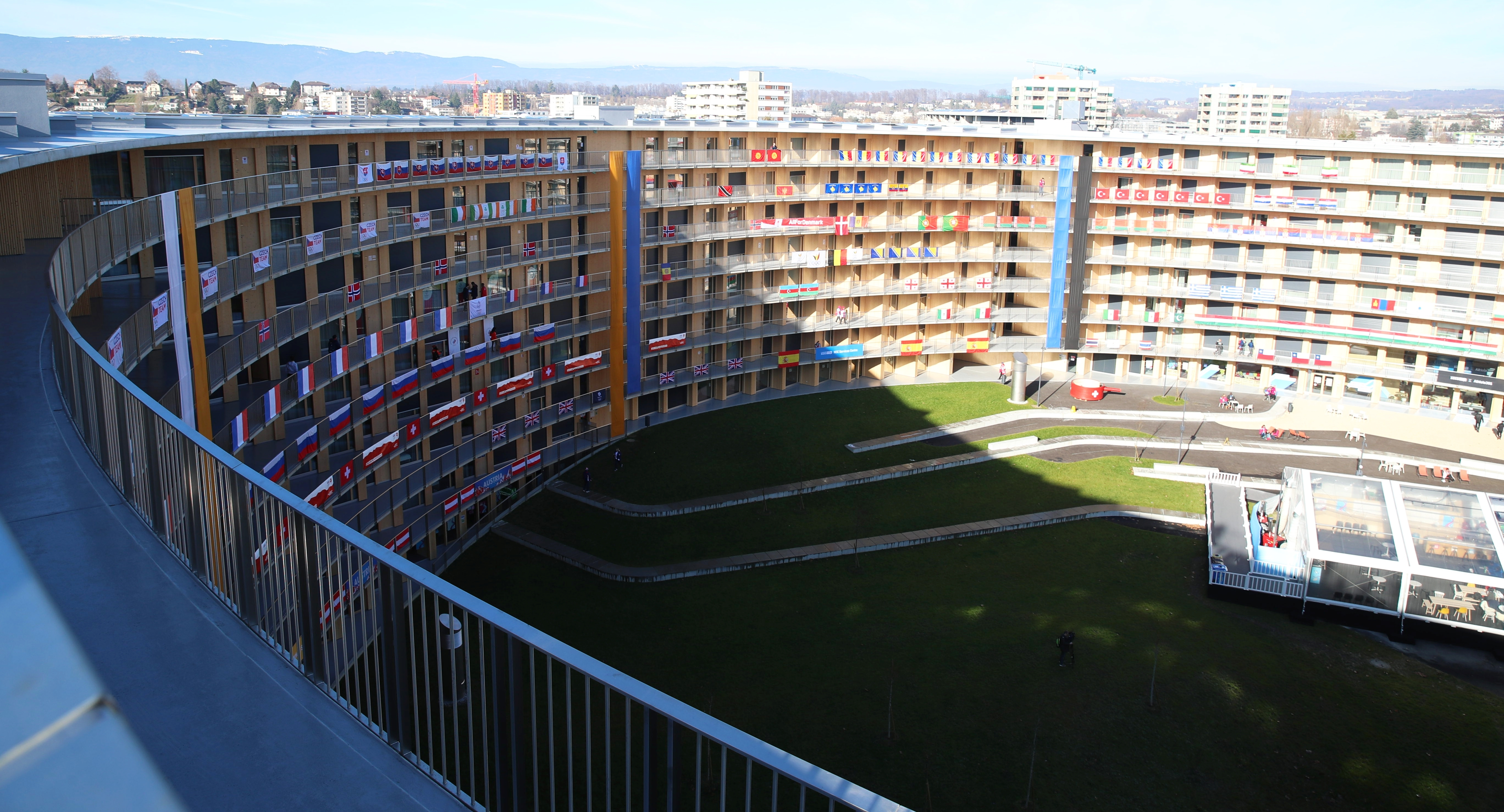
مبنى فورتيكس، سكن الطلاب بالحرم الجامعي

## كليات ومدارس الجامعة
تضم جامعة لوزان سبع كليات هي:
- كلية الآداب
- كلية علم الأحياء والطب (FBM)
- كلية الأعمال والاقتصاد (HEC)
- كلية علوم الأرض والبيئة (GSE)
- كلية القانون وعلم الجريمة (FDSC)

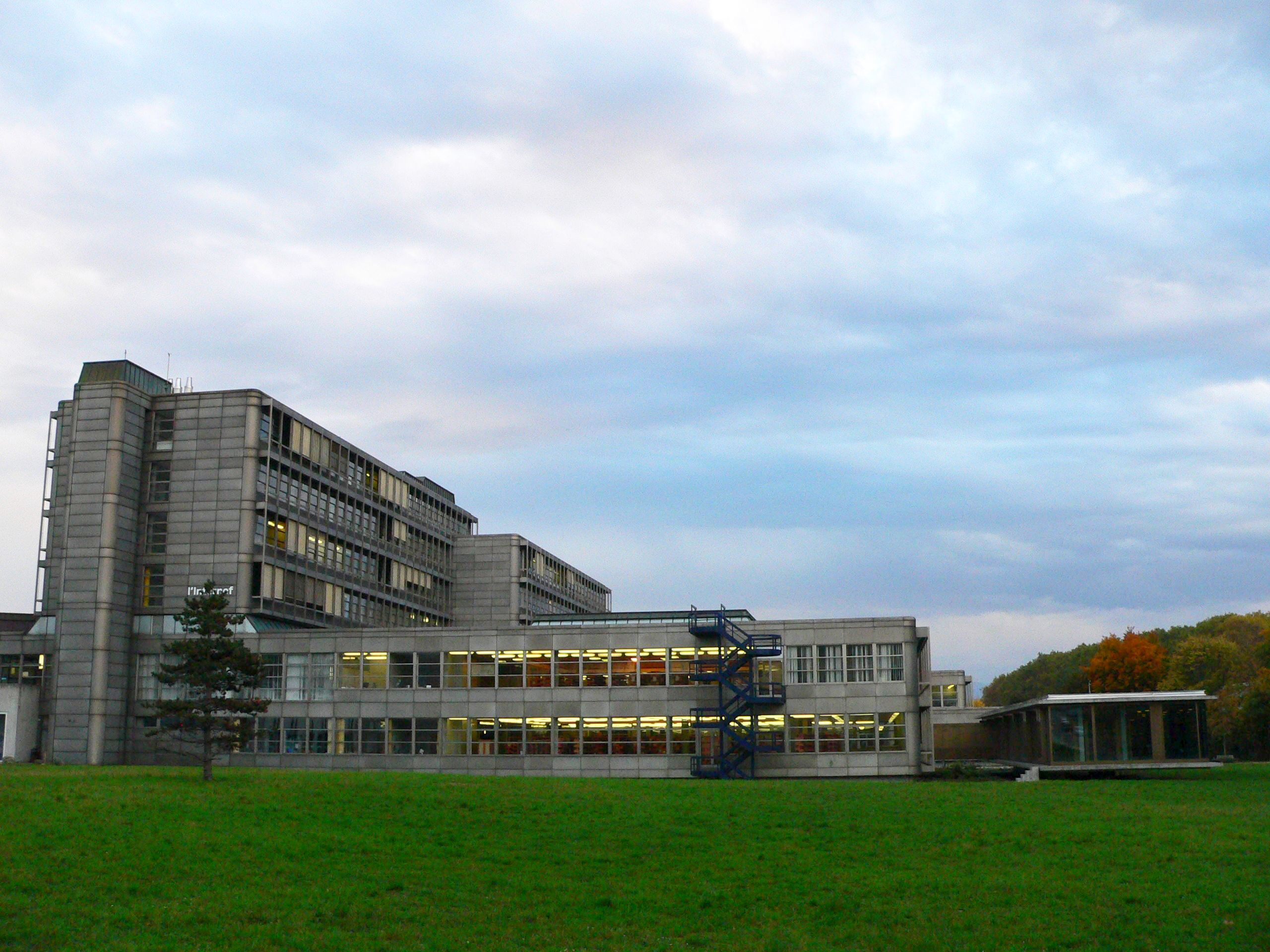
المبنى الرئيس لكليتي القانون وعلوم الجريمة والأعمال والاقتصاد

- كلية العلوم الاجتماعية والسياسية (SSP)
- كلية اللاهوت والدراسات الدينية (FTSR)

كما تضم الجامعة عددًا من المدارس والأقسام، منها على سبيل المثال لا الحصر:
- مدرسة العدالة الجنائية (ESC)
- مدرسة اللغة الفرنسية كلغة أجنبية (EFLE)
- دورات اللغة الفرنسية الصيفية والشتوية

## السمعة والتصنيفات

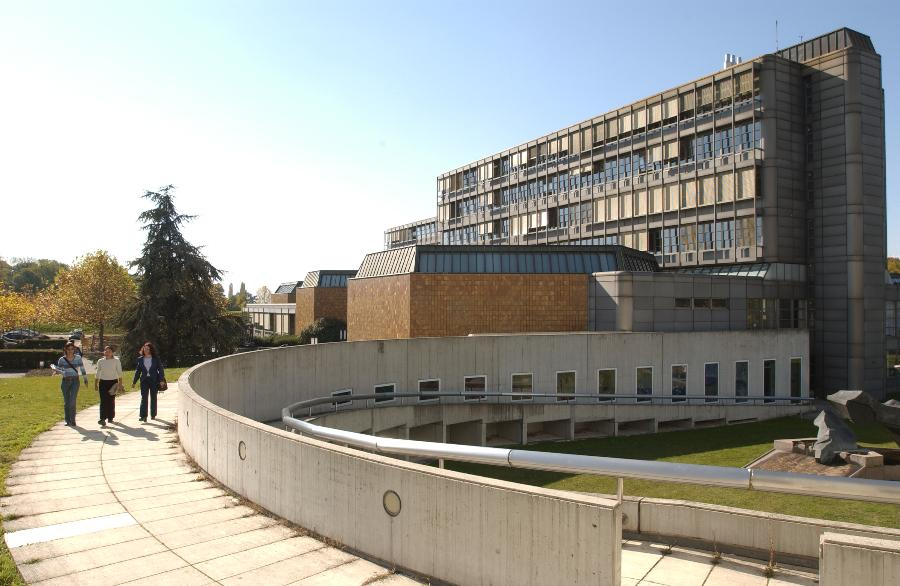
المبنى الرئيسي لكلية الحقوق والعدالة الجنائية وكلية الأعمال والاقتصاد

في سنة 2011 احتلت جامعة لوزان المركز 116 عالميًا في تصنيف جامعات العالم المنشور في ملحق التايمز للتعليم العالي، كما صُنفت جامعة لوزان كمؤسسة بحثية أوروبية رائدة وفقًا لتصنيف جامعة ليدن، الذي وضع جامعة لوزان في المركز الخامس أوروبيًا والخامس والأربعين عالميًا.
صنفت جامعة تكساس في دالاس أفضل 100 تصنيف لأبحاث مدارس الأعمال كلية إدارة الأعمال والاقتصاد بجامعة لوزان على النحو التالي:
| فترة      | في سويسرا | في أوروبا  | في العالم |
| --------- | --------- | ---------- | --------- |
| 2004-2008 | الأول     | 9          | 112       |
| 2003-2007 | الأول     | الثامن     | 103       |
| 2002-2006 | الأول     | الثامن     | 123       |
| 2001-2005 | الأول     | الرابع عشر | 149       |
| 2000-2004 | الأول     | العشرون    | 186       |

وفقًا لتصنيفات جامعة تايمز للتعليم العالي العالمية، احتلت الجامعة المرتبة 62 في علوم الحياة على مستوى العالم (المرتبة الرابعة في سويسرا) في عام 2017. الترتيب العام هو كما يلي:
| عام       | في سويسرا | في أوروبا | في العالم |
| --------- | --------- | --------- | --------- |
| 2016-2017 | السابع    | ؟         | 151       |
| 2013-2014 | السادس    | 54        | 132       |
| 2012-2013 | الرابعة   | 51        | 130       |
| 2011-2012 | السادس    | 41        | 116       |
| 2010-2011 | السادس    | 44        | 136       |

صنفت التصنيف العالمي للجامعات جامعة لوزان في المرتبة 96 في علوم الحياة والطب مع الترتيب العام على النحو التالي:
| عام  | في سويسرا | في أوروبا | في العالم |
| ---- | --------- | --------- | --------- |
| 2016 | -         | -         | 138       |
| 2015 | -         | -         | 143       |
| 2014 | -         | -         | 105       |
| 2013 | السادس    | -         | 111       |
| 2012 | السادس    | -         | 115       |
| 2011 | الخامس    | -         | 136       |
| 2010 | السادس    | -         | 152       |

صنفت تصنيفات الجامعات العالمية (في تصنيفات الجامعات العالمية للتعليم العالي لعام 2010 وتصنيفات جامعة كيو إس العالمية عن طرق لإنتاج تصنيفات منفصلة) جامعة لوزان على النحو التالي:
| عام  | في سويسرا | في أوروبا | في العالم |
| ---- | --------- | --------- | --------- |
| 2009 | السادس    | -         | 168       |
| 2008 | السادس    | 64        | 161       |
| 2007 | السابع    | 93        | 217       |
| 2006 | الخامس    | -         | 89        |
| 2005 | السادس    | -         | 133       |

صنف التصنيف الأكاديمي للجامعات العالمية جامعة لوزان في عام 2016 في المرتبة 101-150 في علوم الحياة والطب و151-200 في العلوم الاجتماعية. الترتيب العام على النحو التالي:
| عام  | في سويسرا            | في أوروبا | في العالم |
| ---- | -------------------- | --------- | --------- |
| 2016 | ؟                    | ؟         | 201 - 300 |
| 2015 | ؟                    | ؟         | 201 - 300 |
| 2014 | من السادس إلى السابع | ؟         | 151 - 200 |
| 2013 | السابع               | ؟         | 201 - 300 |
| 2012 | السابع               | ؟         | 201 - 300 |
| 2011 | السابع               | ؟         | 201 - 300 |
| 2010 | السابع               | 75-123    | 201 - 300 |
| 2009 | السابع               | 80 - 125  | 201 - 302 |
| 2008 | السابع               | 80 - 124  | 201 - 302 |
| 2007 | السابع               | 81 - 123  | 203 - 304 |
| 2006 | السابع               | 79 - 122  | 201 - 300 |
| 2005 | السابع               | 124 - 168 | 301 - 400 |
| 2004 | -                    | -         | 302 - 403 |
| 2003 | -                    | -         | 301 - 350 |

## من مشاهير الخريجين

### ملوك وأمراء
- الملك بوميبول أدولياديج (راما التاسع)، ملك تايلند.
- الملك أناندا ماهيدول (راما الثامن)، ملك تايلند.
- الأميرة فيرا غيدرويتس، أميرة ليتوانية وجرّاحة روسية-أوكرانية.

### سياسيون
- العديد من رؤساء الاتحاد السويسري (هم دانيال-هنري دروي، وكونستان فورنيرو، وبول سيريسول، وأنطوان لوي جون روشونيه، وأوجين روفي، ومارك-إميل روشيه، وإرنست شوار، ومارسيل بيليه-غولاز، وجورج-أندريه شيفالاز، وباسكال كوشيبان، وجان-باسكال ديلاموراز).
- إسماعيل جيم، وزير خارجية تركي سابق.
- شمس الدين غونالطاي، رئيس وزراء تركي سابق.
- جوناس سافيمبي، الزعيم السابق لحركة يونيتا المتمردة في أنغولا.
- لوتس فون كروسيغ، المستشار المؤقت لألمانيا بعد انتحار هتلر في أعقاب الحرب العالمية الثانية.
- بينيتو موسوليني، رئيس الوزراء الإيطالي الأسبق (منحتة جامعة لوزان الدكتوراه الفخرية في العلوم الاجتماعية[10]).
- فيدات ديكليلي، وزير الاقتصاد والتجارة التركي
- فاضل كوجوك، النائب الأول لرئيس جمهورية قبرص
- باسكوال موكومبي، رئيس وزراء موزمبيق
- بينيتو موسوليني، رئيس وزراء إيطاليا، دوتشي الفاشية
- محمد سعد، رئيس وزراء إيران
- ماكس هوبر، دبلوماسي ومحامي سويسري دولي، ورئيس اللجنة الدولية للصليب الأحمر

### رجال أعمال
- جان كلود بيفر، الرئيس التنفيذي لشركة هوبلو
- لويس كاميليري، الرئيس التنفيذي لشركة فيليب موريس إنترناشونال
- جان كلود غاندور، الرئيس التنفيذي لشركة أداكس بتروليوم[11]

### أكاديميون
- جاك دوبوشيه (1942-)، عالم الفيزياء الحيوية والحائز على جائزة نوبل في الكيمياء 2017.
- بيير جيليارد (1879-1962)، أستاذ فرنسي، حائز على وسام جوقة الشرف
- ليو آريه ماير (1895-1959)، رئيس الجامعة الجامعة العبرية في القدس.
- فيلفريدو باريتو (1848-1923) عالم اقتصادي ومهندس وعالم اجتماع وفيلسوف وأستاذ الاقتصاد بجامعة لوزان، ومؤسس مشارك لمدرسة لوزان للاقتصاد، مع ليون والراس
- جان بيكار (1884-1963)، كيميائي أمريكي مولود في سويسرا، مهندس، أستاذ وصانع المناطيد على ارتفاعات عالية
- جورج دي رهام (1903-1990)، عالم رياضيات سويسري، معروف بإسهاماته في الطوبولوجيا التفاضلية.
- بيدرو روسيلو (1897-1970)، معلم كاتالوني ونائب مدير مكتب التربية الدولي.
- جان دي سيريس (1540-1598)، عالم إنساني فرنسي، مترجم أفلاطون، كالفيني.
- ليون والراس (1834-1910) اقتصادي، أستاذ الاقتصاد بجامعة لوزان، المؤسس المشارك لمدرسة لوزان للاقتصاد، مع فيلفريدو باريتو
- الكسندر يرسين (1863-1943)، طبيب سويسري فرنسي، مشارك في اكتشاف العصيات المسؤولة عن الطاعون الدبلي.

### آخرون
- جوزيف بلاتر، رئيس الفيفا.
- أكبر اعتماد، رئيس هيئة الطاقة الذرية الإيرانية
- كريستوف كيكيس، قائد الجيش السويسري
- كلود نيكوليير، رائد فضاء سويسري
- برتراند بيكار، طبيب نفسي وطبيب منطاد سويسري

## وصلات خارجية
- الموقع الرسمي للجامعة (بالفرنسية والإنجليزية)